# جون دي. إف. بلاك
جون دي. إف. بلاك (بالإنجليزية: John D. F. Black)‏ (30 ديسمبر 1932 في الولايات المتحدة - 29 نوفمبر 2018)؛ كاتب سيناريو وروائي أمريكي.

## روابط خارجية
- جون دي. إف. بلاك على موقع IMDb (الإنجليزية)
- جون دي. إف. بلاك على موقع ألو سيني (الفرنسية)
- جون دي. إف. بلاك على موقع قاعدة بيانات الفيلم (الإنجليزية)